# Mademoiselle Caroline Rivière
Mademoiselle Caroline Rivière è un dipinto a olio su tela del 1806 di Jean-Auguste-Dominique Ingres. 
Esposto al Louvre di Parigi, è l'unico dipinto di Ingres raffigurante una persona adolescente.

## Storia
Questo dipinto raffigura la quindicenne Caroline Rivière e forma una sorta di ideale trittico con i rispettivi ritratti dei suoi genitori, il Consigliere di Stato Philibert Rivière e la sua consorte, anch'essi conservati nel Museo del Louvre. 
Le tre opere furono realizzate da Ingres a Parigi tra il 1805 ed il 1806, alla vigilia della sua partenza per Roma.
Ingres mirava a diventare un pittore di storia, ma a lungo dovette guadagnarsi da vivere dipingendo ritratti, specialmente nel primo periodo. I dipinti furono esposti al Salon del 1806 assieme a quello di Napoleone in trono, ma il ritratto di Caroline Rivière ricevette critiche sia per il suo stile, interpretato come un ritorno all'arte gotica, che per le distorsioni anatomiche.
Pochi mesi dopo aver posato per Ingres, Caroline morì.

## Descrizione
La giovinetta è ritratta in un abito bianco di mussola stile impero, impreziosito da accessori che evocano la voluttà femminile, come il boa in pelliccia di ermellino ed i lunghi guanti. Sullo sfondo vi è un paesaggio dell'Ile-de-France.
Il chiarore diffuso nel dipinto è evidenziato dai capelli neri ebano e dai guanti color giallo senape. La posa della ragazza evoca la bellezza dei ritratti del Rinascimento ed in particolare quelli di Raffaello.
La bellezza del dipinto risiede nella sua quiete sublimata. La delicata Mademoiselle Rivière fa pensare ai dipinti di Ingres sui miti greci, accomunati dalla forza vivida che trapela dall’interno della sua visione del soggetto raffigurato. 

### Analisi
Ingres interpreta l'innocenza del soggetto, ma allo stesso tempo ne raffigura la sensualità.
La figura di Caroline Riviére occupa il primo piano della tela, mentre nello sfondo è visibile il paesaggio, che occupa uno spazio limitato. La figura è ben delineata, tanto che la sensazione di "piattezza" portò alcuni critici a etichettare il suo lavoro come "gotico". Il bianco dell'abito spicca sul fondo scuro, mentre la pelle di porcellana della ragazza è esaltata da capelli ed occhi scuri, che contrastano con il chiarore del cielo. Ingres inserì nel suo dipinto alcune inesattezze anatomiche, sottolineate dal modello dell'abito in stile impero.
Considerazioni
La fanciulla indossa un abito bianco, colore della purezza e dell'innocenza, ma la sua espressione ed altri particolari sono volti ad evidenziarne anche la sensualità.

## Ritratti della famiglia Rivière

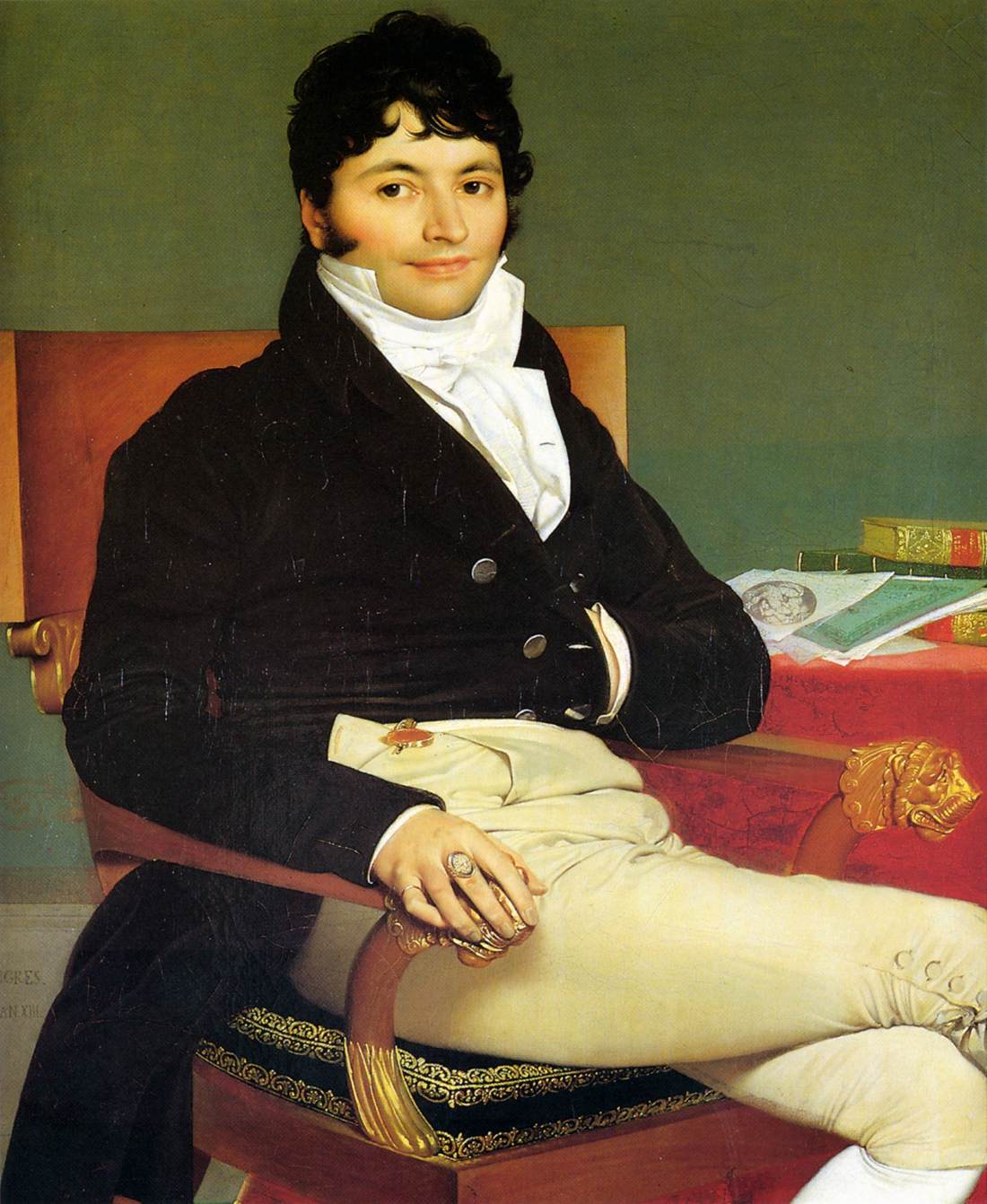
Ingres, Ritratto di Philibert Rivière, 1805. Parigi, Louvre.
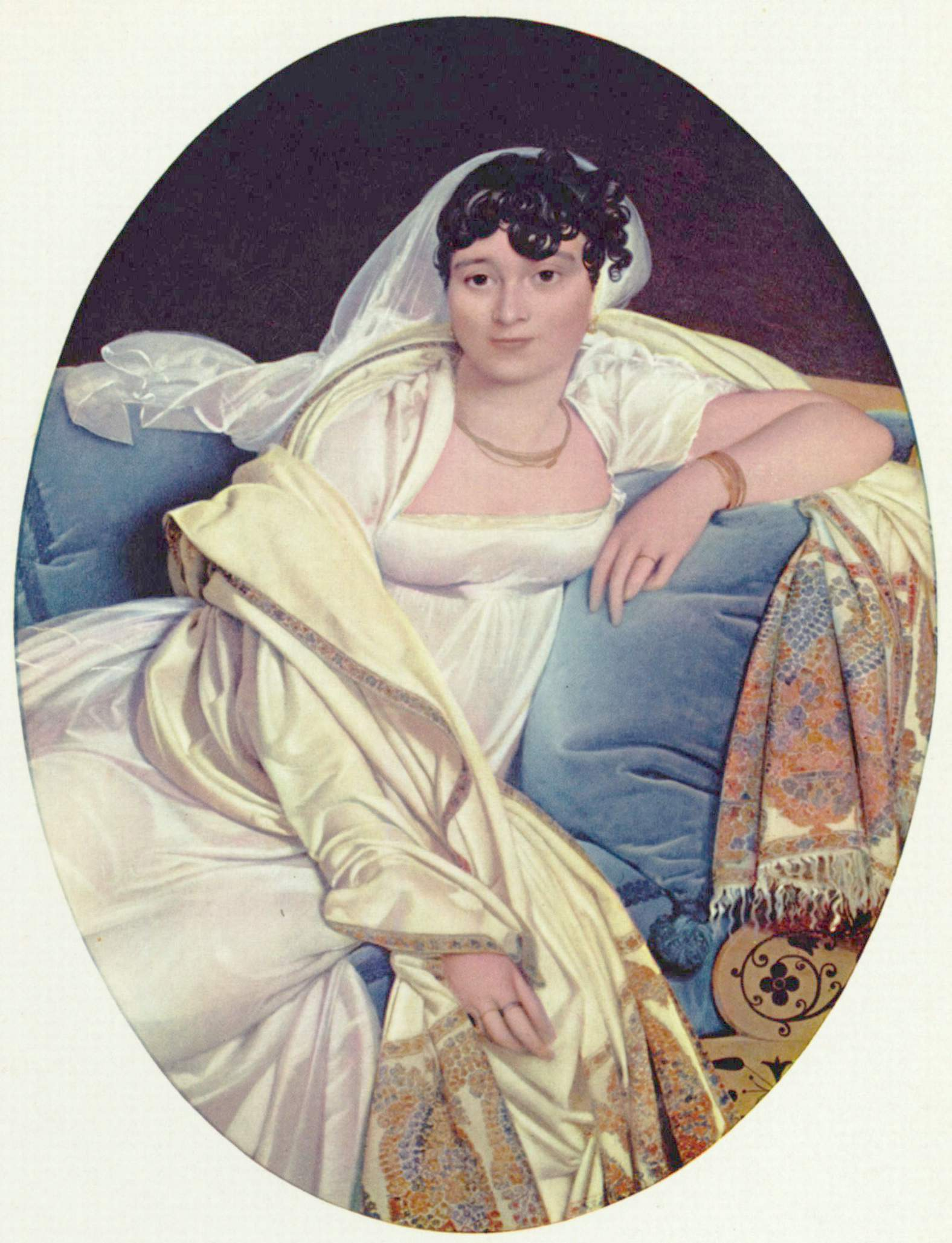
Ingres, Ritratto di Madame Rivière, 1805. Parigi, Louvre.
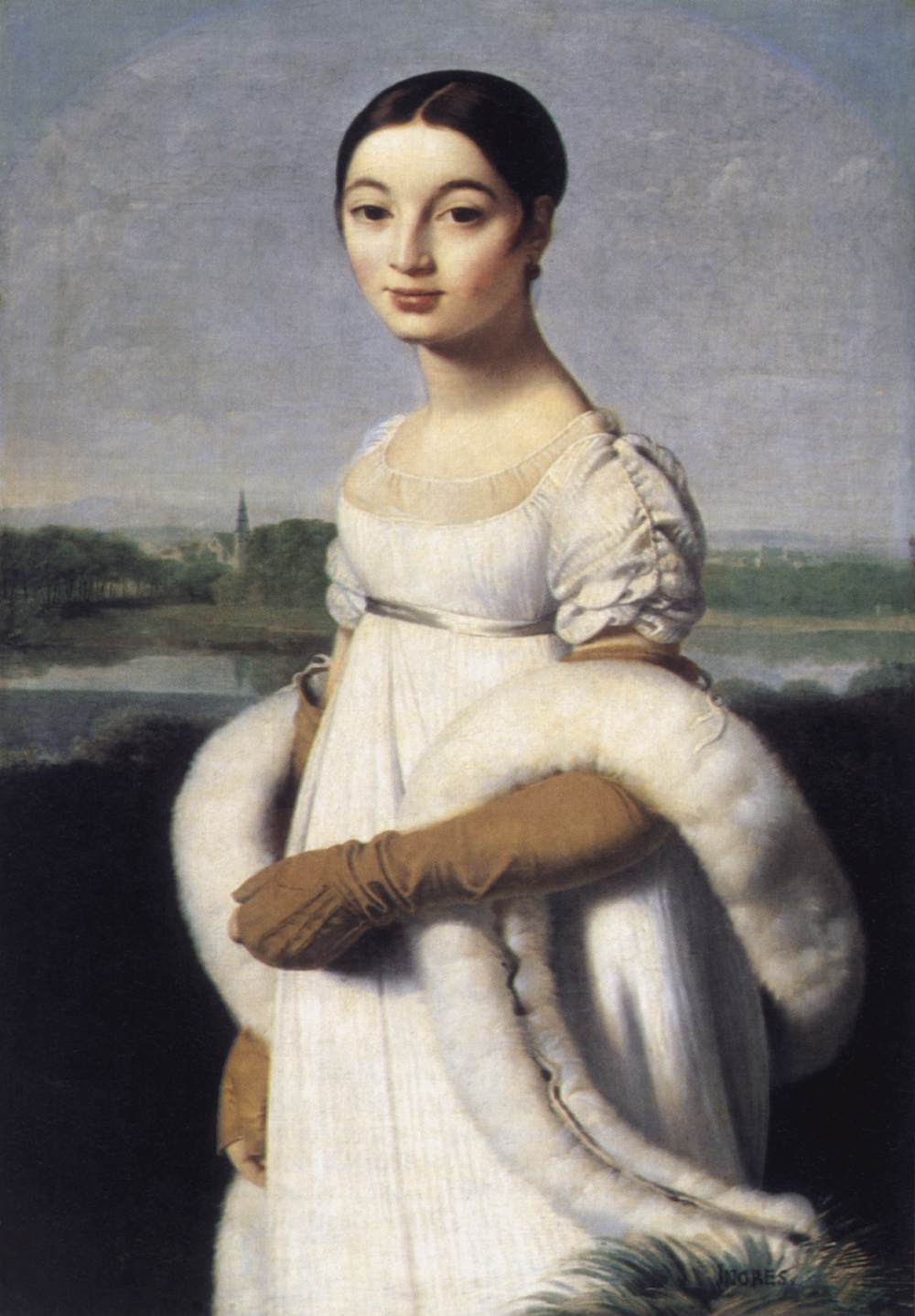
Ingres, Mademoiselle Caroline Rivière, 1806. Parigi, Louvre.

## Omaggi
- L'artista americano Robert Wilson ha creato alcuni video dedicati a Lady Gaga, ispirati a celebri opere della storia dell’arte, tra cui Mademoiselle Caroline Rivière di Ingres, dove il volto della cantante si fonde in slow motion a quello di Caroline Rivière. Sono stati esposti nel 2013 al Museo del Louvre a Parigi e in Italia a Villa Menafoglio Litta Panza a Varese.[5]